# اچ‌ام‌اس ام۳
اچ‌ام‌اس ام۳ (به انگلیسی: HMS M3) یک زیردریایی بود که طول آن ۳۰۵ فوت ۹ اینچ (۹۳٫۱۹ متر) بود. این زیردریایی در سال ۱۹۱۹ ساخته شد.